# Rolla, Kansas
Rolla là một thành phố thuộc quận Morton, tiểu bang Kansas, Hoa Kỳ. Năm 2010, dân số của xã này là 442 người.

## Dân số
Dân số các năm:
- Năm 2000: 482 người
- Năm 2010: 442 người